# Heroes of Might and Magic IV
Heroes of Might and Magic IV (někdy označováno jako Heroes IV, HoMM4 nebo HOMAM 4) je čtvrtým pokračováním počítačové fantasy herní série Heroes of Might and Magic. Vydavatelem je společnost 3DO. Heroes of Might and Magic IV je poslední díl, který byl vytvořen společností New World Computing. Tato hra má dva datadisky: The Gathering Storm a Winds of War.

## Příběh
Příběh navazuje na události z předchozího dílu Heroes. Gelu, vůdce lesních stráží a nositel "meče zkázy" (Armageddon's Blade), zaútočil na Kilgora, barbarského krále, aby se zmocnil a posléze zničil "meč mrazu". Jenže dávné proroctví praví, že jakmile se tyto dva mocné meče setkají proti sobě v bitvě, vyvolají mohutnou explozi (ve hře je nazvána Zúčtování), která zničí povrch celého světa. Nicméně mnoho obyvatel planety dokázalo zkáze uniknout díky záhadným portálům, které se vytvořily během Zúčtování, vedoucím do jiného světa zvaného Axeoth. Uprchlíci se poté rozdělili podle národů a šli si svou cestou.
Příběhy jednotlivých národů jsou poodhalovány během hraní jednotlivých kampaní, kterých je celkem šest, a týkají se toho, jak se jednotlivé národy přizpůsobují životu v novém světě Axeoth a jak se vyrovnávají s důsledky Zúčtování. V každé kampani je příběh vyprávěn z pohledu hlavního hrdiny nebo jeho blízkého služebníka. Jenom v kampani s názvem "Cena míru" jsou hlavní hrdinové, vyprávějící příběh, dva. Vzhledem k tomu, že příběhy jednotlivých kampaní na sebe nenavazují ani spolu nesouvisí, jsou všechny kampaně přístupné již od začátku.

### První kampaň
"Pravá čepel" – (The True Blade) hlavní postavou je rytíř Lysander, který býval věrným služebníkem královny Catherine Ironfist. Nyní vládne v novém světě lidskému království Palaedra, obývaném převážně uprchlíky z království Erathie nebo z Enrothu. Jeho snaha o vybudování nové vlasti je však narušena záhadným Sirem Wortonem, který tvrdí, že je posledním žijícím členem královského rodu Gryphonheartů. Navíc své tvrzení doložil důkazem, díky kterému se mnoho šlechticů, kteří sloužili Lysanderovi, přidalo k Wortonovi. Lysander je přesvědčen, že je Sir Worton podvodník, a tak se svými věrnými přáteli začal pátrat po Wortonově původu a způsobu, jak opět upevnit svou moc.

### Druhá kampaň
"Sláva dní minulých" – (Glory of Days Past) mladý barbarský náčelník Waerjack hledá cestu, jak sjednotit rozdrobené barbarské kmeny, které událostmi během Zúčtování nesmírně trpěly. Kilgorova smrt způsobila mocenské vakuum, jež vyvrcholilo v staletí trvající občanskou válku, která zhoršila už tak dost velké trápení barbarských kmenů. Mladý Waerjack chce s pomocí svého rádce a přítele Tarnuma zastavit úpadek tak, že obnovuje Kilgorovo barbarské království přesvědčováním ostatních kmenů o své síle, zdatnosti a cti.

### Třetí kampaň
"Cena míru" – (The Price of Peace) vypráví o mladé dívence Emilii, dceři Enrothského skláře, která v novém světě Axeothu hledá se svým lidem domov, jenže všude ji a její soukmenovce brzy vyženou dorážející barbaři nebo bezohlední lidští lordi. Jednoho dne se rozhodne všemu vzepřít a dá svým projevem zděšeným uprchlíkům odhodlání bránit svou zem. Její úspěch má za následek vznik království Great Arcan. Emilia se stane královnou a přijme jméno Emilia Nighthaven. Její úspěch však přiláká pozornost Gavina Magnuse, známého jako Nesmrtelný král z Bracady, jehož sluha – džin Solymr ibn Wali Barad má přimět Emilii ke spolupráci s Magnusem. Magnus má v plánu uskutečnit plán na vytvoření absolutního míru, aby se tento svět nezničil jako ten starý. Solymr je zde druhou hlavní postavou a nejprve Magnusovi umožní docílit svého a uskutečnit jeho plán. Solymrovi se však plán Gavina Magnuse na vytvoření věčného míru vůbec nelíbí.

### Čtvrtá kampaň
"Elwin a Shaera" – (Elwin and Shaera) mladý elf jménem Elwin žije jako dvořan v elfském království Aranorn, kam se uchýlilo mnoho uprchlíků z AvLee. Je zamilován do krásné elfky Shaery, jenže do ní je zamilován také mocný Lord Harke, kandidát na elfského krále. Ten si je vědom vztahu Elwina a Shaery, tak Elwina podvodným způsobem vyláká z dvora daleko do přírody, kde měl být zavražděn. Nicméně Elwin v divočině přežije a nechtěně rozpoutá v Aranornu válku. V této válce potom oběma sokům nepůjde jen o Shaerinu lásku, ale nakonec i o to, kdo se stane elfským králem.

### Pátá kampaň
„Polomrtvý“ – (Half-Dead) vypráví příběh o muži jménem Gauldoth Polomrtvý, který se stal obětí mocného nekromantského kouzla, kterým si zachránil život, ale jehož následkem se polovina jeho těla stala nemrtvou. Jelikož díky své strašlivé vizáži zažíval mezi obyčejnými lidmi jen samá příkoří, rozhodl se odejít z království Great Arcan a vydal se sjednocovat vlastní království za pomoci Nekromantů a pekelných Kreeganů ze zemí starého světa Deyji a Eeofolu. Své království nazval Nekross a stalo se jedním z nejmocnějších sil na Axeothu. Jenže Gauldoth musel kvůli probuzení svého starého mistra na sebe vzít úlohu ochránce živých i neživých stvoření, neboť jeho mistr přivolal z jiné dimenze mocnou bytost, která chtěla zničit veškerý život ve vesmíru.

### Šestá kampaň
Pirátova dcera – (Pirate's daughter) začíná pohřbem starého piráta, jenž má jedinou dceru Tawni Balfour. Tawni převzala velení nad otcovou pirátskou lodí "Černá smrt" a přejmenovala ji "Furie". Přikázala plout do Zlatého moře a ovládnout zdejší území, aby se mohla stát nejobávanějším pirátem na světě.

## Popis a porovnání s předchozími díly
Hra Heroes of Might and Magic IV doznala oproti předchozím dílům značných změn. Jednou z nejdůležitějších je změna úlohy hrdiny přímo v souboji. Hrdina nyní může útočit zblízka nebo střílet na nepřítele zrovna tak jako běžná jednotka, ale zrovna tak může být zraněn či zabit. Revoluční novinkou je také možnost mít v armádě více hrdinů nebo mít armádu bez hrdiny, která je však neschopna vykonávat některé úkoly jako například zabírání dolů a měst. Další změnou je nový izometrický pohled v mapě dobrodružství i v bitvě. V bitvě došlo ke zhuštění šestiúhelníkových políček tak, že se překrývají, což umožňuje lépe zobrazit jednotky o nestandardních velikostech. Dále byl do bitvy přidán prvek krytí jednotky nebo hrdiny před nepřátelskou střelbou z dálky tak, že se nepřítel místo jednotky, do které chtěl vystřelit, trefí do jiné stojící před ní. Jednotky, které umí kouzlit, mají nyní na výběr z více kouzel, další jednotky bojující na blízko umí opětovat útok zároveň s tím, jak na ni nepřítel útočí a jednotky střílející na dálku nově umí opětovat palbu, pokud je na ně vystřeleno.
V mapě dobrodružství byl opraven jev, díky kterému mohl hráč na velké vzdálenosti přepravovat během jediného tahu velkou armádu tak, že ji mohl přesunovat z hrdiny na hrdinu, aniž by s přesunutými jednotkami ztratil následující hrdina pohyblivost. Také byla odstraněna některá kouzla, která umožňovala teleportaci hrdiny s armádou (např. "Dimension Door") či létání; ponechán byl pouze městský portál ("Town Portal"), který přepraví armádu do nejbližšího města. Tato omezení byla vykompenzována tím, že některé objekty na mapě, které dávají jednou týdně hráči suroviny, se již nemusí navštěvovat každý týden, ale je nutné je navštívit jen jednou a jejich bonus bude automaticky započítán každý následující týden. Dále také novým typem přepravování mezi městy, které si lze ve městě pořídit, a to karavany. Karavany umožní přepravit celé armády mezi městy s velkou rychlostí a bez rizika napadení nepřítelem nebo najímat jednotky z budov rozesetých na mapě dobrodružství a posílat je hned do města.
U hrdinů byl kompletně přepracován systém dovedností. Každý hrdina své třídy začíná na 1. úrovni vždy se stejnou sadou dovedností. Jak se hrdina vylepšuje, může se díky kombinacím dovedností postupem času vyvinout v některou ze 40 možných tříd, které hrdinovi poskytnou nějaké výhody. Dovedností je celkem 9, z nichž 5 je založeno na magii a zbylé na taktiku, a každá dovednost má 4 disciplíny, z nichž každá má 5 úrovní. Každý hrdina si může vybrat maximálně 5 dovedností, které chce rozvíjet. Některé dovednosti byly převzaté z předchozích dílů, některé jsou zcela nové (například disciplína kradmost umožňuje projít kolem nepřátel bez povšimnutí). Další změnou u hrdinů je neschopnost kouzlit, pokud hrdina neovládá některou z pěti magických dovedností. Navíc se může naučit pouze taková kouzla, která patří do těch škol magie, které ovládá.
Jednotky ve městech jsou nyní řazeny do 4 úrovní a každé město má k dispozici 8 různých jednotek, od každé úrovně 2 druhy. U jednotek 2., 3. a 4. úrovně však může hráč v městě zvolit pouze jeden druh, který bude stavět. Jednotky již nelze vylepšovat, ale hráč už nemusí čekat na začátek dalšího týdne a rovnou může dokupovat jednotky kdykoliv je potřeba, protože dorůstají nové každým dnem. Pozitivem (ale i negativem zároveň) je také fakt, že některé jednotky (např. rolníci, zombie, aj.) nelze najmout v žádném městě, ale pouze v budovách na mapě dobrodružství.

## Národy
Ve hře se utkává celkem šest stran. Každá má své výhody a nevýhody, ale jejich města mají několik společných znaků: 3 úrovně hlavní budovy, 3 úrovně opevnění, karavana, obchod s předměty. V bitvě o město však chybí obranné věže, ale je to vykompenzováno vyvýšenými věžemi, odkud mají všechny jednotky větší účinnost útoku. Pět z šesti stran ovládá určitý druh magie (chaos, příroda, řád, smrt a život). Šestá strana (barbaři) reprezentuje sílu a upřednostňuje sílu před magií. V každém městě lze najmout 8 různých druhů jednotek (2 druhy na úroveň), ale u úrovní 2, 3 a 4 lze vybrat jen jednu, kterou bude moct hráč stavět. Výjimku tvoří pouze město přírody díky budově Brána nestvůr, která umožňuje najmout ještě dalších 8 druhů jednotek.

### Eden
Město Eden, které je spojeno s magií života, je obýváno především lidmi a nejčastěji se nachází na travnatém terénu. Dají se zde naverbovat Panoši, Kušníci, Balisty, Kopiníci, Mniši, Křižáci, Šampióni a Andělé. Neutrální jednotky Rolník (úroveň 1) a Katapult (úroveň 4) také náleží mezi jednotky života.

### Akademie
Město Akademie je spojeno s magií řádu a je obýváno lidmi, hobity, trpaslíky, džiny a dalšími záhadnými tvory. Nejčastěji se objevuje na sněhu. Jsou zde k dispozici trpaslíci, hobiti, mágové, zlatí golemové, džinové, nagy, titáni a dračí golemové. Neutrální jednotka černokněžnice (úroveň 4) náleží také k řádu.

### Nekropolis
Město Nekropolis je pevně spjato s magií smrti. Jeho obyvateli jsou nemrtvá monstra a démonické bytosti. Nachází se zpravidla na vulkanickém povrchu. Jsou zde k dispozici kostlivci, ďáblíci, kerberové, duchové, upíři, zplozenci jedu, kostění draci a ďáblové. K smrti se řadí 5 druhů neutrálních jednotek: zombie (úroveň 1), chrlič a mumie (oba úroveň 2) a ledový démon (úroveň 3) a temný rytíř (úroveň 4).

### Azyl
Město Azyl se nachází hlavně v bažinách a jeho obyvatelé jsou spjati s magií chaosu. Dají se zde najmout bandité, skřeti, medúzy, minotauři, efríti, noční můry, hydry a černí draci. K chaosu se řadí ještě piráti a troglodyti (oba úroveň 1), oči zla a trollové (oba úroveň 2), gobliní rytíři (úroveň 3) a megadraci (úroveň 4).

### Rezervace
Město Rezervace je spojeno s magií přírody a jeho obyvateli jsou hlavně lesní živočichové. Lze zde najmout víly, vlky, bílé tygry, elfy, gryfy, jednorožce, pohádkové draky a fénixe. Tento národ má nejvíce neutrálních jednotek; všech 8 lze postavit v budově "Brána nestvůr". Jsou jimi chauni (úroveň 1), satyrové (úroveň 2), zemní elementálové, ohniví elementálové, vodní elementálové, vzdušní elementálové a trifidi (všech 5 má úroveň 3) a nakonec kudlanky a gargantuani (úroveň 4).

### Tvrz
Město Tvrz je městem síly, místo studování magie se zde barbarští obyvatelé věnují fyzickému tréninku v boji na těžkém skalnatém povrchu. K dispozici jsou berserkeři, kentauři, harpyje, nomádi, kyklopové, zlobří mágové, hromoví ptáci a behemoti. K síle se ještě přiřazují mořské panny (úroveň 2), mořské obludy (úroveň 4) a ďáblorožci (úroveň 4).